# 托利·萊恩
托利·萊恩（英語：Tory Lane，1982年9月30日—），美國色情女演員、成人模特兒、脫衣舞孃及成人電影導演。

## 生平
萊恩生於佛羅里達州的勞德代爾堡。她曾經在勞德代爾海灘（Lauderdale Beach）的俱樂部埃爾博室（The Elbo Room）擔任調酒師。她亦曾在連鎖餐廳Hooters工作。過去，她亦在成人書店工作過，以及在佛羅里達當地的脫衣舞俱樂部擔任脫衣舞女。
萊恩與成人電影公司簽約後，他在色情片的首個場景是與本·英吉列和馬可（Marco）合作，該片由舒絲·蘭黛執導。
萊恩在約會了大約四個月後，她與成人攝影師及演員里克·森蘭斯（Rick Shameless）在2005年於拉斯維加斯結婚。因此，她被其經理人解僱，並且被迫獨自工作。2005年11月，她與里克·森蘭斯離婚。
2006年，萊恩在花花公子電視真人秀《珍娜的美國色情明星》的第二季中，與拉絲·傑索、珍娜·普雷斯利和黛絲·瑪麗一同打入決賽，最終她在最後一回合敗給拉絲·傑索而未能奪得珍娜俱樂部的一紙合約。
2007年5月，萊恩與罪惡之城簽訂兩年演員和導演合約。一年後，她與罪惡之城的合約已經解除。

## 獎項
- 2009 成人影帶新聞獎 – 最佳觀眾角度的性愛場景[11]
- 2010 成人影帶新聞獎 – 最佳群體性交場景[12]

## 外部連結
- 官方网站
- 托利·萊恩的X（前Twitter）
- 托利·萊恩的Instagram帳戶
- 托利·萊恩的MySpace主頁
- 托利·萊恩在網際網路成人電影資料庫
- 托利·萊恩在互联网电影资料库（IMDb）上的資料（英文）
- 成人電影資料庫上托利·萊恩的资料（英文）
- （英文）Podcast Interview
- （英文）Transcribed Radio Interview
- （英文）Interview at LukeIsBack.com
- （英文）Interviews （页面存档备份，存于）